# Пландом-Гайтс (Нью-Йорк)
Пландом-Гайтс (англ. Plandome Heights) — селище (англ. village) в США, в окрузі Нассау штату Нью-Йорк. Населення — 1009 осіб (2020).

## Географія
Пландом-Гайтс розташований за координатами 40°48′5″ пн. ш. 73°42′18″ зх. д. / 40.80139° пн. ш. 73.70500° зх. д. (40.801442, -73.705029).  За даними Бюро перепису населення США в 2010 році селище мало площу 0,49 км², з яких 0,47 км² — суходіл та 0,02 км² — водойми.

## Демографія
Згідно з переписом 2010 року, у селищі мешкало 1005 осіб у 323 домогосподарствах у складі 279 родин. Густота населення становила 2065 осіб/км².  Було 330 помешкань (678/км²).
Расовий склад населення:
| - 89,2 % — білих - 8,6 % — азіатів - 0,2 % — корінних американців - 0,2 % — чорних або афроамериканців |

До двох чи більше рас належало 1,8 %. Частка іспаномовних становила 4,5 % від усіх жителів.
За віковим діапазоном населення розподілялося таким чином: 32,3 % — особи молодші 18 років, 53,5 % — особи у віці 18—64 років, 14,2 % — особи у віці 65 років та старші. Медіана віку мешканця становила 42,9 року. На 100 осіб жіночої статі у селищі припадало 92,5 чоловіків;  на 100 жінок у віці від 18 років та старших — 88,9 чоловіків також старших 18 років.
Середній дохід на одне домашнє господарство  становив 256 767 доларів США (медіана — 213 000), а середній дохід на одну сім'ю — 278 173 долари (медіана — 232 917). За межею бідності перебувало 2,7 % осіб, у тому числі 1,3 % дітей у віці до 18 років та 5,4 % осіб у віці 65 років та старших.
Цивільне працевлаштоване населення становило 463 особи. Основні галузі зайнятості: освіта, охорона здоров'я та соціальна допомога — 24,2 %, фінанси, страхування та нерухомість — 23,5 %, науковці, спеціалісти, менеджери — 23,3 %.